# THE IDOLM@STER.KR
『アイドルマスター.KR』（THE IDOLM@STER.KR）とは、2017年4月28日から10月6日までSBS funE、SBSプラス、SBS MTVにて放送されAmazonプライム・ビデオにて配信されている韓国ドラマ。1話45分、全24話。
2018年6月30日からCS放送局DATVで放送された。。

## 概要
バンダイナムコエンターテインメントが展開するメディアミックス作品アイドルマスターシリーズを元にしたテレビドラマ。製作はインタラクティブメディアミックス。
韓国の芸能界を舞台に展開するストーリーでアイドルを演じる役者は現実世界でもアイドルグループReal Girls Project（リアルガールズプロジェクト）として活動している。

## 制作過程
2016年4月15日、韓国での実写ドラマ化と、韓国でのキャストオーディション開催が発表される。
4月25日深夜までの書類選考には、17カ国から数百人にも及ぶ応募があった。
4月29日から5月4日の間、一時選考通過者は自己プロフィールをYouTubeとInstagramに載せ、高く評価・いいね数で競う公開投票に進んだ。
5月6日、合格者20名が発表された。
追加の対面オーディション等の結果、19名が一時選考を通過した。オーディション落選ではないものの、公開投票で1位であったキム・ソヒはスケジュールの都合で辞退となった。オーディション合格者の映像が、公式YouTubeチャンネルを介して2016年5月19日に公開された。
合格者は10日間のトレーニング合宿の後、自己プロフィール動画を投稿。トレーナーの評価60%、動画のいいね30%、事務局の評価10%合算の結果、下位5名が脱落となる。投票締め切りは6月5日であったが、合宿期間中に撮影されたテストMVの公開により6日に延長となり、結果発表は7日になった。
6月15日から、追加合格者2名を含む16人で2週間の合宿を行う。
8月25日のメディアデーで10名のメンバーが初披露となり、シングルとMVが公開された。またイベントではアイドルマスターの楽曲である「One For All」も披露された。しかしメンバーの一人が怪我により降板することになり、サブのジスルが代わりに出演することとなった。

## 登場人物

### 825エンターテイメント

#### Real Girls Project
Real Girls Projectはカン・シンヒョクのプロデュースするガールズアイドルグループ。元PUREエンタの練習生や、社長やカンプロデューサーによってスカウトにされた候補生で構成される。カンプロデューサーの指示で芸能関係者へのお披露目を兼ねた審査を行ったが、散々な評価を受けてしまう。出来について元PUREエンタ組と新人組が対立する中、メンバーを２チームに分け、半年間にわたって５つのミッションを行いポイント制で上位５人を選抜する、という「サバイバル」が実施される事となった。メンバーは生き残りをかけ、アイドルデビューを目指す。

##### ルーキー組
スジ
演 - イ・スジ（Lee Su Ji）
生年月日：1998年3月20日
身長：164cm
趣味：映画鑑賞、音楽鑑賞、バドミントン
特技：ダンス、ランニング
ルームメイト：ヨンジュ
主人公。元はマラソン選手であったが「完走できれば良い」という精神の持ち主だったため、大会では万年2位に甘んじていた。妹・スアの死から立ち直れずにいたある日、妹のプロデューサーであったシンヒョクに偶然出会い、妹が果たせなかった夢を叶えるため、そして妹の事故の真相を知るためにアイドルを始めた。突然アイドル候補生になったため実力が伴わず、スアの姉ということもあり、メンバーからはコネでの入社ではないかと疑われたり、スアの人気に泥を塗るようであれば辞めろと言われることもあった。しかし妹に負けないアイドルの素質を持ち、努力家でレッスンを怠らず、持ち前の人柄の良さと明るい性格で徐々にメンバーの誤解を解いていく。社長からのあだ名は"ポジティブさん"。
イェウン
演 - イ・イェウン（Lee Ye Eun）
生年月日：1996年1月23日
身長：163cm
趣味：読書、ギター演奏
特技：ダンス、歌、運動（体力作り）
ルームメイト：ユキカ、ジェイン、テリ（ジウォン）
かつてはアイドルデビューを目指し、親友のジウォンと励まし合いながらオーディションを受けるポジティブな女の子だった。しかしジウォンがイェウンの合格通知を受けてしまったことから、ジウォンとは喧嘩別れになりアイドルの夢も諦めていた。そんな中、アルバイトで働いていた飲食店でバースデーソングを歌っていた所を社長にスカウトされた。歌と作詞が得意であり、ボーカルトレーナーにもその実力を認められている。社長からのあだ名は"ほほ笑みさん"。
ミント
演 - MINT / Kunpat Phonpawiworakun
生年月日：1994年6月23日
身長：150cm
趣味：ウェイクボード、スケートボード、スノーボード
特技：ダンス
ルームメイト：ジスル
タイ出身のお嬢様。敏腕プロデューサーが韓国にいるという連絡を受け、母親の力で825エンタに入った。歌手は母親の夢であり、母親の笑顔のために踊っていたが、825エンタで過ごしていく中で自身の夢に気付き始める。ダンスが得意だが、韓国語の発音が難しいため歌は苦手としている。
ハソ
演 - クォン・ハソ（Kwon Ha Seo）
生年月日：1994年1月14日
身長：164cm
趣味：漫画を読むこと、ウォーキング
特技：韓国舞踊
ルームメイト：ソリ
元ストリートラッパー。路上でパフォーマンスをしていたところを社長にスカウトされた。伝統を重んじる家庭に育ち、将来も決められているため、アイドル練習生であることは家族に内緒にしている。ラップとダンスが得意。
ジスル
演 - チャ・ジスル（Cha Ji Seul）
生年月日：1997年6月3日
身長：165cm
趣味：映画鑑賞、音楽鑑賞、お菓子作り
特技：ストリートダンス、現代舞踊
ルームメイト：ミント
クラブで臨時にDJのバイトをしていたところを社長にスカウトされた。実家が貧乏で、生活費を稼くためにバイトを複数掛け持ちしているため、レッスンに来れないことも多い。妹と弟がいる。歌もダンスもそつなくこなすが、バイトの休憩中バックヤードで練習する努力家な面もある。社長からのあだ名は"クールさん"。

##### デビュー組
ヨンジュ
演 - ホ・ヨンジュ（Hur Young Joo）
生年月日：1992年3月21日
身長：168cm
趣味：作詞作曲、哲学の勉強、読書
特技：作曲
ルームメイト：スジ
もう一人の主人公。デビュー組のリーダー。幼い頃からアイドルを目指しており、アイドル練習生歴10年。容姿と実力を兼ね備えているが未だデビューできずにいる。努力家で責任感が強く、アイドルの世界の厳しさをその身で知っているため、レッスン中甘えた態度を取るメンバーに対して厳しい事を言うことも多い。一方でPUREエンタ時代から一緒にレッスンを積んできたデビュー組のメンバーに対しては仲間思いな一面も見せる。父親とは幼い頃に死別しており、アイドルのレッスンを始められたのはアイドルになりたいという夢を理解してくれていた父親のおかげであった。生前のスアに憧れを持っており、いつか同じステージに立とうと約束していた。実力を伴わないまま練習生になったスジを認めてないが、スジの持つ才能にいち早く気づいている。そのためスジがライバルとなり、自分のアイドルデビューがまた遠のくことに焦りを感じている。社長からのあだ名は"お利口さん"。
ジェイン
演 - チョン・ジェイン（Chun Jane）
生年月日：1999年11月23日
身長：163cm
趣味：読書、日本語の勉強、映画鑑賞
特技：絵を描くこと
ルームメイト：ユキカ、テリ（ジウォン）、イェウン
Real Girls Project最年少。子供の頃家族と共にアメリカに移住したが、アイドルになるため中学生の頃一人で韓国に来た後、高校を1年で辞めPUREエンタに所属していた。まだ幼い部分もあり、姉のような存在のソリには信頼を寄せている。ユキカと行動を共にすることが多い。かっこいい曲のダンスが得意。
ソリ
演 - キム・ソリ（Kim Sori）
生年月日：1990年7月21日
身長：164cm
趣味：映画鑑賞、アニメ鑑賞
特技：ダンス、チアリーディング、日本語
ルームメイト：ハソ
Real Girls Project最年長で、メンバーのお姉さん的存在。ヨンジュの厳しい指導で落ち込むジェインやユキカ、テリを元気づけたり、ヨンジュをなだめたりすることもある。メンバーには隠しているが、年齢故の焦りや両親への申し訳なさを感じており、人一倍アイドルになりたいという気持ちは強い。
ユキカ
演 - 寺本來可（Teramoto Yukika）
生年月日：1993年2月16日
身長：163cm
趣味：歌、ギター、旅行
特技：フルート、バトントワリング、演技、韓国語
ルームメイト：ジェイン、テリ（ジウォン）、イェウン
Real Girls Project唯一の日本人で、メンバーのムードメーカー。日本での声優の経験もある。天真爛漫な性格のため、重い雰囲気の中でも空気を換える発言をすることがある。ジェインと行動を共にすることが多い。空気の読めない発言をすることが多く、周りをヒヤヒヤさせるほどのマイペース。
ジウォン
演 - イ・ジウォン（Lee Jee Won）
生年月日：1994年3月23日
身長：168cm
趣味：映画鑑賞、読書、公演鑑賞
特技：ピアノ、ダンス、歌
ルームメイト：ジェイン、ユキカ、イェウン
作中序盤、度々登場するすでにデビューした売れないアイドル。事務所の近くのコーヒーショップでバイトをしながらミッションの動画を見ていた所、社長にスカウトされた。
テリ
演 - チョン・テリ（Jung Taeri）
生年月日: 1994年4月18日
元々はPUREエンタレッスン場の掃除番であったが、練習中のヨンジュ達を見ていた所、ヨンジュが休憩中にダンスを教えた事をきっかけにグループに合流した。
演者であるチョン・テリは韓国の有名俳優であるチョン・テウの妹であり、本ドラマ内でも特別出演による兄妹共演を果たした。

#### 825エンターテイメントスタッフ
カン・シンヒョク
演 - ソンフン
本作のプロデューサー。かつてはYエンタでRed Queenのプロデューサーをしていたが、スアの死をきっかけに退社。自暴自棄な生活を送っていた所をミンチョルにスカウトされた。アイドル候補生たちに厳しい条件のミッションを与え、デビュー組とルーキー組を競わせながら新たなアイドルを誕生させるべく、再び芸能界に挑戦することとなる。
シム・ミンチョル
演 - パク・チョルミン
825エンターテイメント社長。元はデビュー組が通っていたPUREエンタが入っていたビルのオーナーであったが、PUREエンタが倒産した際に事務所を買い取り、825エンターテイメントを立ち上げ、荒れた生活を送っていたシンヒョクをスカウトした。
愛猫家であり、事務所ではいつも飼い猫の「マリくん」と遊んでいる。
イェスル
演 - カン・イェスル
825エンターテイメントのマネージャー兼事務員。PUREエンタ時代からデビュー組のマネージャーをしていた。

### Yエンタ

#### Red Queen
スア
演 - イ・スジ
スジの双子の妹。Red Queenのリーダーであったが、1年前に自動車事故で死亡。
チェ・ナギョン
演 - イ・カウン
元はPUREエンタ所属の練習生だったが、PUREエンタ倒産と同時にスアの事故死がきっかけで活動休止していたRed Queenに追加メンバーとして加入。一緒に同じ事務所にいたデビュー組を見下しており、時折嫌味の電話をしてくる。
ヘジュ
演 - チョ・ソジン
ミナ
演 - アリ (TAHITI)
イェリ
演 - ハン・ヘリ

#### Yエンタスタッフ
ヤン
元はPUREエンタの室長であったが、倒産寸前にYエンタに移籍。そしてナギョンをRed Queenに引き抜き、ヨンジュの引き抜きも画策している。

### その他
ココ
演 - Coco Lee
インターネット放送『COCOSORI』の人気BJ。デビュー組とルーキー組の対決番組の司会を務める。
ジョンジュ
演 - ホ・ジョンジュ
ヨンジュの妹であり、何らかの原因で声を失っている。作曲が得意。ヨンジュがアイドルとしてデビューしたあと、自身の作詞作曲した曲をステージで歌ってもらいたい、という夢を持っている。
ナヨン
演 - ジン・ナヨン
ソリの友達。看護師。
キム・ダノ
演 - ペ・スルギ
作曲家兼ボーカルトレーナー。
ソ・ヘジョン（ソ記者）
演 - チェ・ジヨン
ルポライター。スアの死の直前カン・シンヒョクとスアがホテルで口論している場面を目撃しており、スアの死の原因はカン・シンヒョクによるものと考えている。

## スタッフ
- 原案：バンダイナムコエンターテインメント「アイドルマスターシリーズ」
- 制作：インタラクティブメディアミックス
- 監督：パク・チャンユル
- 脚本：シン・ヘミ、ウォン・ヨンシル

## ファンクラブ
公式ファンクラブ名は「P's」。名前の意味はPeace(平和)とProducer'sを合わせた言葉。ファンカフェを通じて公募しメンバーたちが直接決めた名前である。

## 主題歌

### オープニングテーマ
「꿈을 Dream」

### エンディングテーマ
第18話までのエンディングテーマは既存曲の韓国語カバーバージョンとなっている。
「THE IDOLM@STER」（1話～6話）
「アイ MUST GO!」（7話～12話）
「The world is all one !!」（13話～18話 14話のみレコーディングメイキング風景の特殊ED）
「NOT END…BUT AND !!」(19話～24話）

## ディスコグラフィー

### 日本

#### CD
THE IDOLM@STER.KR MUSIC
発売はインタラクティブメディアミックス。ドラマで使用された楽曲が収録されている。全5枚。

### 韓国
いずれも、レコード会社は Sony Music (KR)

#### デジタル配信
| タイトル                     | 発売日         | トラックリスト |
| ---------------------------- | -------------- | --- |
| 꿈을 Dream（夢は夢）         | 2016年 8月25日 | 1. 꿈을 Dream - 歌 - Real Girls Project 2. One For All - 歌 - Real Girls Project 3. 꿈을 Dream (Inst.) 4. One For All (Inst.)                                                                                |
| THE IDOLM@STER               | 2017年 3月31日 | 1. THE IDOLM@STER - 歌 - B-Side |
| THE IDOLM@STER.KR OST Part.1 | 2017年5月15日  | 1. 꿈을 Dream - 歌 - Real Girls Project 2. One for All - 歌 - Real Girls Project 3. 메모리즈 (Memories) - 歌 - スジ＆ジウォン 4. Lost in the Summer - 歌 - ジェイン＆ジョンジュ                              |
| THE IDOLM@STER.KR OST Part.2 | 2017年5月22日  | 1. SUPER GIRL MAGIC - 歌 - Red Queen 2. ACACIA - 歌 - Red Queen 3. Attention - 歌 - Red Queen |
| THE IDOLM@STER.KR OST Part.3 | 2017年6月16日  | 1. I MUST GO！ - 歌 - Real Girls Project 2. 으르렁 (Growl) - 歌 - Real Girls Project 3. 두 번째 고백 (二番目の告白/2nd Confession) - 歌 - Real Girls Project 4. Wanna be your Star - 歌 - Real Girls Project |
| PINGPONG GAME                | 2017年8月4日   | 1. PINGPONG GAME - 歌 - Real Girls Project |
| MUSIC Episode 3              | 2017年8月16日  | 1. I MUST GO! - 歌 - Real Girls Project 2. Wanna be your star - 歌 - Real Girls Project |
| MUSIC Episode 4              | 2017年8月16日  | 1. Growl - 歌 - Real Girls Project 2. 2nd Confession（二番目の告白） |
| 아이돌마스터.KR OST Part 4   | 2017年10月13日 | 1. NOT END...BUT AND !! - 歌 - Real Girls Project 2. Let`s Get Started - 歌 - Real Girls Project 3. The world is all one !! - 歌 - Real Girls Project                                                        |
| 너 때문에 (Because of you)   | 2017年12月21日 | 1. 너 때문에 (Because of you) - 歌 - ジョンジュ |

#### CD
| タイトル                          | 発売日         | トラックリスト |
| --------------------------------- | -------------- | --- |
| THE IDOLM@STER.KR OST-One For All | 2017年12月21日 | [CD-1] 1. 꿈을 Dream - 歌 - Real Girls Project 2. SUPER GIRL MAGIC - 歌 - Red Queen 3. 메모리즈 (Memories) - 歌 - スジ＆ジウォン 4. ACACIA - 歌 - Red Queen 5. One for All - 歌 - Real Girls Project 6. 으르렁 (Growl) - 歌 - Real Girls Project 7. 두 번째 고백 (2nd Confession) - 歌 - Real Girls Project [CD-2] 1. Lost in the Summer - 歌 - ジェイン＆ジョンジュ 2. Wanna be your Star - 歌 - Real Girls Project 3. Attention - 歌 - Red Queen 4. Let's get started - 歌 - Real Girls Project 5. アイ MUST GO！ - 歌 - Real Girls Project 6. The world is all one !! - 歌 - Real Girls Project 7. NOT END…BUT AND !! - 歌 - Real Girls Project 8. 너 때문에 (Becurse of you) - 歌 - ジョンジュ |

## ライブイベント
出演者本人の出演するライブイベントが開催されている。
| 公演年 | 形態       | タイトル                                                                        | 公演日・会場                                     | 出演者 | 出典              |
| ------ | ---------- | ------------------------------------------------------------------------------- | ------------------------------------------------ | --- | ----------------- |
| 2016年 | ゲスト出演 | 第2回韓日文化キャラバン ～平昌・長野の冬～                                      | 12月17日 メルパルク長野 イベントホール（長野県） | Real Girls Project（R.G.P)メンバー：スジ、イエゥン、ミント、ハソ、ジスル、ヨンジュ、ジェイン、ソリ、ユキカ、ジウォン                  | [ 23 ]            |
| 2017年 | 単独ライブ | THE IDOLM@STER.KR 1st ST＠GE in Japan                                           | 4月7日 ZEPPダイバーシティ東京 (東京都) 全2公演   | Real Girls Project（R.G.P)メンバー：スジ、イエゥン、ミント、ハソ、ジスル、ヨンジュ、ジェイン、ソリ、ユキカ、ジウォン                  | [ 24 ]            |
| 2017年 | 単独ライブ | THE IDOLM@STER.KR 2nd ST＠GE in Japan                                           | 8月20日 SELENE b2 (東京都) 全2公演               | Real Girls Project（R.G.P)メンバー：スジ、イエゥン、ミント、ハソ、ジスル、ヨンジュ、ジェイン、ソリ、ユキカ、ジウォン                  | [ 25 ]            |
| 2017年 | 単独ライブ | 「THE IDOLM@STER.KR」ドラマ最終回記念ファンミーティング「NOT END … BUT AND !!」 | 11月3日 TSUTAYA O-EAST (東京都) 全2公演          | Real Girls Project（R.G.P)メンバー：イェウン、ジウォン、ジスル、ソリ、ユキカ、ヨンジュ、ジェイン スペシャルメンバー：ココ、ジョンジュ | [ 26 ]            |
| 2018年 | 単独ライブ | 「アイドルマスター.KR」TV初放送記念！スペシャルファンミーティング               | 5月16日 SHINJUKU BLAZE (東京都) 全2公演          | Real Girls Project（R.G.P)メンバー：ソリ、ユキカ、ジウォン、スジ、ハソ                                                                | [ 27 ] [ 注釈 3 ] |

## 配信・放送局
| 放送期間       | 放送時間            | 放送局 | 対象地域               |
| -------------- | ------------------- | ------ | ---------------------- |
| 2018年6月30日- | 23:15〜（※3話連続） | DATV   | CS放送・ケーブルテレビ |

| 配信期間                | 配信時間     | 配信サイト             | 備考 |
| ----------------------- | ------------ | ---------------------- | ---- |
| 2017年4月28日 - 10月6日 | 毎週金曜更新 | Amazonプライム・ビデオ |      |

### 関連番組
ソンフン独占インタビューSP　 2018年6月26日、30日-DATV　

## DVD / Blu-ray
全４巻。Amazon Japanより発売。各巻共通で本編ディスク２枚（１枚につき３話収録/全６話）、 特典ディスク１枚（メイキングほか）の3枚組。また、封入特典としてプロフィールブロマイドが付属する。Blu-ray版の全巻購入特典として「825エンターテインメント公式 プロデューサー」セットの応募ハガキ（SET1）と応募券（SET2〜4）が封入される。
| SET | 発売日        | 収録話          |
| --- | ------------- | --------------- |
| 1   | 2017年12月3日 | 第1話 - 第6話   |
| 2   | 2018年1月8日  | 第7話 - 第12話  |
| 3   | 2018年3月26日 | 第13話 - 第18話 |
| 4   | 2018年4月7日  | 第19話 - 第24話 |

## エピソード・逸話
- 最終話のライブシーンは配信開始前に開催された「THE IDOLM@STER.KR 1st ST＠GE in Japan」で録画されたもの。ライブ映像とともに会場のZEPPダイバーシティ東京の外観が映されている。
- 4月7日、ZEPPダイバーシティ東京でのTHE IDOLM@STER.KR 1st ST＠GE in Japan ２部公演の終わりに、カンPことソンフン氏が、後に行われるメンバーハイタッチ会までの繋ぎとして最後の挨拶を兼ねて通訳と共に舞台に登場。ソンフン氏の「メンバーがメイクアップの準備が終わるまで何をしましょう？(通訳談)」の問いに、客席から「歌って」の声。「歌ですか？」、「(日本語で)すみません」と一度は断るも、再びの「歌って」コールに、「ドラマのために少しだけなら」と快諾。アカペラで韓国語の曲を熱唱。会場から手拍子が鳴ると、「僕の歌を真面目に聴かないでください」と会場の笑いを誘った。「次は僕の公演を観に来てください、来てくれるなら今日のチケットを見せてくれたら僕の公演を割引します、もし事務所がダメだと言ったら僕のポケットマネーから出します」とファンに熱い心意気を見せた。メンバーハイタッチ会の前にソンフン氏自ら握手会を提案、「女性の方はハグでも」、「男性もお望みならハグで・・・でも望まないでくれたら嬉しい」とソンフン氏、握手会が急遽ハグ会となり会場は盛り上がった。